# Подпалый, Анатолий Фёдорович
Анатолий Фёдорович Подпалый — советский хозяйственный деятель.

## Биография
Родился в 1912 году в Полтаве. Член КПСС с 1942 года.
Окончил Днепропетровский институт инженеров железнодорожного транспорта.
В 1937—1951 гг. — инженер, заместитель начальника, начальник дистанции пути, начальник службы пути, заместитель начальника Московско-Курской железной дороги, заместитель начальника Центрального округа железных дорог.
В 1951—1962 гг. — начальник Управления путевого хозяйства Министерства путей сообщения СССР.
В 1962—1978 гг. — заместитель министра путей сообщения СССР.
Умер в 1982 году в Москве.

## Награды
- Орден Ленина
- Орден Октябрьской Революции
- Орден Трудового Красного Знамени (дважды)
- Орден Красной Звезды
- Орден Знак Почёта

## Оценки
Из <…> руководителей путейского главка необходимо особо отметить заслуги работавших в единой плодотворной связке с 1951 по 1975 гг. Владимира Семеновича Гаврилова и Анатолия Федоровича Подпалого. Благодаря заслугам этих руководителей путевого хозяйства, а также ученых-путейцев <…> была разработана, утверждена на государственном уровне и реализована программа оснащения путевого хозяйства современными путевыми машинами и механизмами, позволившая резко повысить производительность труда и качество работ при ремонте пути и его текущем содержании.